# Nucleul caudat
Nucleul caudat (Nucleus caudatus) este o masă de substanță cenușie care face parte din nucleii cenușii (bazali) ai telencefalului; formează cu nucleul lenticular, corpul   striat.
Nucleul caudat are forma unui arc sau virgule cu concavitatea caudală dispusă în jurul talamusului și este înconjurat de ventriculul lateral. Pe toată lungimea sa convexitate nucleului caudat se proiectează în cavitatea ventriculului lateral. Este format din trei porțiuni: capul, corpul și coada.
- Capul nucleului caudat (Caput nuclei caudati) reprezintă porțiunea anterioară rotunjită și îngroșată a nucleului caudat aflată în fața orificiului interventricular (Monro). Capul treptat  se îngustează caudal trecând în corpul nucleului caudat. Capul formează planșeul și peretele lateral al cornului anterior al ventriculului lateral.
- Corpul nucleului caudat (Corpus nuclei caudati) este lung și îngust și formează planșeul porțiunii centrale a ventriculului lateral.
- Coada nucleului caudat (Cauda nuclei caudati) este lungă și subțire și formează tavanul cornului inferior al ventriculului lateral. Extremitatea sa anterioară fuzionează cu corpul amigdaloid.